# Мужское освободительное движение
Мужское освободительное движение — общественное движение, критически относящееся к ограничениям, которые общество навязывает мужчинам. Активисты освобождения мужчин, как правило, симпатизируют феминистским взглядам и очень обеспокоены деконструкцией негативных аспектов мужской идентичности и основ мужественности, которые не способствуют историческому прогрессу.
Мужское освободительное движение не следует путать с таким движением, как движение за права мужчин, которое утверждает, что следует уделять дополнительное внимание правам мужчин (иногда говоря, что современный феминизм зашёл слишком далеко). Мужское освободительное движение подчеркивает значимость некоторых негативных аспектов традиционного понятия мужественности, тогда как мужское движение за права в основном сводится к несправедливому отношению к мужчинам со стороны современных институтов из-за или несмотря на эти черты, повсеместно распространённые в отношении традиционной маскулинности. Мужское освободительное движение также стремится освободить мужчин от стереотипов и их взглядов, которые мешают им выражать свои эмоции.

## История
Мужчины в начале 20-го века начали использовать борьбу за права трудящихся как способ изучения своей жизни в капиталистическом обществе. Это можно наблюдать, когда такие писатели, как Эптон Синклер, показывали ужасные условия, в которых работали люди на мясокомбинатах. Мужчины-иммигранты без квалификации выполняли изнурительную и часто опасную работу, работая в темных и не вентилируемых помещениях, жарких летом и не отапливаемых зимой. Многие целый день стояли на полу, покрытом кровью, кусочками мяса и грязной водой, с кувалдами и ножами. Тот факт, что заработная плата заставляет людей работать в опасных условиях для улучшения остальных условий жизни, часто рассматривается через призму марксизма. В связи с этим, довольно трудно провести различие между освобождением мужчин, правами мужчин и трудовыми правами. Права на труд часто являются синонимами прав мужчин.
Это также может быть рассмотрено с политической точки зрения в трактате 1791 года «Права человека» Томаса Пейна. В этой работе Пейн предлагает «Взаимозависимость и взаимный интерес, которые человек имеет к человеку, и все части цивилизованного сообщества друг к другу, создают ту великую цепь связей, которая удерживает их вместе. Землевладелец, фермер, производитель, купец, торговец и всякая профессия преуспевают благодаря помощи, которую каждый получает от другого и от целого. Общие интересы регулируют их интересы и формируют их закон, а законы, сформулированные обществом, оказывают большее влияние, чем законы правительства. Идеальное общество выполняет для себя почти все, что приписывается правительству». Так же, как Синклер и Маркс пытаются наделить правами трудящихся, — Пейн рассматривает возможность человека быть работником свободным от правительства, которое не способствует улучшению его жизни.
Мужское освободительное движение, признанное феминистками и современными гендерными исследованиями, которые часто игнорируют и даже враждебно относятся к марксистской критике, стало популярным в основном среди гетеросексуальных мужчин среднего класса в Британии и Северной Америке в ответ на культурные изменения 1960-х и 1970-х годов, таких как рост феминистского движения, контркультуры, женских и гей-освободительных движений и сексуальной революции. Осенью 1970 года в журнале «Освобождение» Джек Сойер опубликовал статью под названием «Об освобождении мужчин», в которой рассказывал о негативном влиянии стереотипов мужских гендерных ролей. В 1971 году в Соединённых Штатах возникли мужские дискуссионные группы, а также Уоррен Фаррелл из Национальной целевой группы по мужской мистике в Национальной женской организации. Роберт Льюис и Джозеф Плек опубликовали пять книг по этому вопросу в конце 1974 и начале 1975 года, после чего последовал всплеск публикаций, предназначенных как для мирян, так и для более широкой научной аудитории.
Движение привело к созданию конференций, групп по повышению сознательности, мужских центров и других ресурсов на всей территории Соединённых Штатов. Мужское освободительное движение, как и единое самосознательное либеральное феминистское движение, распалось в конце 1970-х годов. К началу 1980-х годов члены мужского освободительного движения полностью разделились на две части. Участники, которые сделали больший акцент на «значимости мужских гендерных ролей для мужчин», чем на «значимости мужских гендерных ролей для женщин», сформировали движение за права мужчин, сосредоточенное на проблемах, с которыми сталкиваются мужчины. Участники, которые рассматривали сексизм исключительно как систему угнетения женщин мужчинами, отвергли язык сексуальных ролей и создали профеминистские мужские организации, ориентированные в первую очередь на борьбу с сексуальным насилием в отношении женщин.

## Взгляды на маскулинность
В отличие от движения за права мужчин, современное мужское освободительное движение придерживается точки зрения о социальном конструировании гендера и рассматривает маскулинность как явление, которое может принимать токсичные формы.

## Раса
Расовые различия исторически стратифицировали освободительное движение мужчин, и такие разделения по-прежнему остаются проблематичными. Некоторые ученые утверждают, что расизм в американском обществе сильно ограничивал небелых людей. Например, чернокожие мужчины не могут контролировать свою врожденную сексуальную агрессию. В этих идеологических рамках чёрные люди представлены как гиперсексуальные в животной степени; поэтому они представляют зверей, а не людей. Однако, восточноазиатские американцы изображаются как непривлекательные и менее мужественные.

## Освобождение геев
Профеминизм второй волны уделял повышенное внимание вопросам сексуальности, особенно отношениям между гомосексуальными мужчинами и гегемонной маскулинностью. Этот сдвиг привёл к расширению сотрудничества между освободительными движениями мужчин и геев. Частично это сотрудничество возникло потому, что мужественность тогда понималось как социальный конструкт и как ответ на универсализацию «мужчин», наблюдаемую в предыдущих мужских движениях.

## Организации

### Калифорнийские мужские собрания
California Men Gatherings (CMG) была создана в 1978 году мужчинами из антисексистского мужского движения. Автор Марго Адэр (Margo Adair), которая присутствовала на двенадцатом собрании в 1987 году, написала, что атмосфера ей показалась странным образом отличной от всего, что она ранее испытывала. Она поняла, что впервые почувствовала себя в полной безопасности среди большой группы мужчин, с несколькими другими женщинами. Она также заметила, что всех принимали, и любовь среди участников проявлялась открыто.
CMG ежегодно организует три встречи, посвящённых проблемам мужчин. В настоящее время большинство мужчин, посещающих собрания мужчин в Калифорнии, являются геями или бисексуалами.

### «Радикальные Феи»
Радикальные Феи были организованы в Калифорнии в 1979 году геями-активистами, желающими создать альтернативу ассимиляции с мейнстримной мужской культурой.

### Национальная организация мужчин против сексизма
Национальная организация мужчин против сексизма (англ. National Organization for Men Against Sexism; NOMAS) — про-феминистская, гей-позитивная мужская организация, которая также улучшает жизнь мужчин, созданная в 1970-х годах. Национальная конференция NOMAS 1991 года была посвящена созданию многокультурных сообществ.

## Деятельность
- Мужские группы поддержки
- Общественная защита и правовая реформа
- Мужские центры в колледжах